# Zhu Min
Zhu Min (chineză: 朱敏; pinyin: Zhū Mǐn; n. 11 mai 1988, Jingjiang⁠(d), Jiangsu, Republica Populară Chineză) este o scrimeră chineză specializată pe sabie.
La Jocurile Olimpice din 2012 a trecut de românca Bianca Pascu și de rusoaica Iulia Gavrilova, dar a pierdut în sferturile de finală cu campioana olimpică en titre, americanca Mariel Zagunis.

## Legături externe
- en Zhu Min la Olympedia.org